# Солончаки
Солончаки́ — село в Україні, у Куцурубській сільській громаді Миколаївського району Миколаївської області. Населення становить 615 осіб.

## Постаті
- Крук Олександр Олександрович — старший солдат Збройних сил України, учасник російсько-української війни 2014 року.

## Населення

### Мова
Розподіл населення за рідною мовою за даними перепису 2001 року:
| Мова            | Кількість | Відсоток |
| --------------- | --------- | -------- |
| українська      | 551       | 89.59%   |
| російська       | 50        | 8.13%    |
| гагаузька       | 6         | 0.98%    |
| румунська       | 5         | 0.81%    |
| білоруська      | 2         | 0.33%    |
| інші/не вказали | 1         | 0.16%    |
| Усього          | 615       | 100%     |

## Історія
Археологічні знахідки свідчать, що на території села існувало поселення ще в епоху бронзи. Залишки безлічі поселень і окремих садиб античного часу, а також кургани виявлені біля сіл Дніпровське, Каталін, Прибузького і Парутине (Див. Пам'ятки археології Очаківського району).
На правому березі Бузького лиману ведуться розкопки старогрецької міста-держави Ольвії. Заснували його переселенці з Мілета і інших іонійських міст Давньої Греції в середині VI ст. до н. е. Вже в V ст. до н. е. місто було значним економічним, торговим і культурним центром усього Північного Причорномор'я.
Після захоплення південних земель військами Чорноморського козацтва та Олександра Суворова, царський уряд щедро обдарував ними поміщиків з центральних губерній Росії. Земля, на якій розташоване село Солончаки, припала поміщику Мусіну-Пушкіну. У його власності перебувало 22 тисячі гектарів землі. Пізніше граф Мусін-Пушкін продав землі поміщику Качаліну. За деякий час, у 1874 році, Качалін продав землю поміщику Білякову, який збудував тут собі маєток. Бідні селяни після розкріпачення йшли на нові землі і наймали землю у поміщиків в оренду. Так взяло початок село Біляковичі, яке пізніше перейменували в Солончаки (назва пішла від засолених ґрунтів, на яких розташовувалося село — солонці).
В 1887 році поміщик Біляков розпродав землю дрібними наділами заможним селянам. У 1889 році село Біляковичі було продано заможному селянинові Яценку. В цей час в селі було 16 дворів. Більшість селян наймитувала у заможного господаря Яценка. В селі Біляковичі і в навколишніх населених пунктах не було школи, тому майже всі селяни були неписьменними.
До складу села Біляковичі входив і хутір Малий Аджигол. В кінці 80-х років XIX століття на хуторі була побудована церква і при ній відкрита церковно-приходська школа. У школі навчалися 4 роки всі охочі діти селян. Їх вчили письму, читанню, рахуванню і Закону Божому. У 1917 році в селі нараховувалося 45 дворів. Перші переселенці села: Бабій, Булах, Куценко, Гончаров, Шевченко, Михайліченко, Букліч, Буняк, Буділовський. Хати селян були малими та убогими мазанками, без покрівлі з мазаними верхами, низькими з маленькими вікнами і земляною долівкою.

### Революційний період
З березня 1917 року по лютий 1920 року село Біляковичі було захоплено австро-німецькими, греко-французькими військами разом з денікінцями. Після захоплення села більшовиками, в Солончаках був створений комітет незаможних селян, головою якого був Букліч М. М.

### Колективізація
В 1930 році в селі Біляковичі організувався колгосп імені Молотова. В колгосп увійшло 70 господарств. В цей час в колгоспі налічувалось 1200 га землі, 70 коней, 40 корів, 10 косарок, 15 фургонів. Такою тягловою силою тяжко було обробляти поля колгоспу.
Вже взимку 1931—1933 року в більшості селян склалося скрутне становище з продовольством, під час хлібозаготівель влада вилучала навіть продовольче зерно. Тому навесні 1932 року в селі спалахнув справжній голод. В селі були утворені бригади з викачування зерна, до яких входили активісти компартії та сільради. Такі бригади забирали у людей все, що можливо було їсти.
В 1936 році на полях з'явився перший комбайн «Комунар». Цього року колгосп одержав високий урожай зернових — 30 ц/га. Разом з успіхами в рослинництві розвивалося і тваринництво. Колгосп славився своїми городами. На них вирощували огірки, помідори, моркву, буряк, капусту. Воду для поливу брали з лиману (вона тоді ще не була засолена). Майстром городньої справи був Оксанінко Афанасій Романович, він очолював городню бригаду до 1970 року. Солончаківські овочі споживав майже весь район. Почали вирощувати в Солончаках і виноград, який переробляли на вино. Першим бригадиром садово-виноградної бригади був Гончаров Олександр Федорович, до 1941 року. Також в колгоспі було створено тваринницьку ферму.
У передвоєнні роки відкрито хату-читальню, пізніше клуб. Майже все населення одержує освіту в початковій школі, що була відкрита в 1930 році. Першим вчителем школи був Куцурубенко Віталій Фокович.

### Німецько-радянська війна
22 червня 1941 року о 4 годині ранку Німеччина напала на Радянський Союз. В перший день війни багато жителів села пішли в армію.
З 20 липня 1941 року за рішенням виконкому сільської ради розпочалася евакуація колгоспного майна в тил. Очолював групу евакуації худоби завідувач ферми Петренко С. Д.
20 серпня 1941 року село Солончаки було окуповано союзниками Німеччини — румунськими військами. Окупанти грабували і вбивали цивільне населення. Так, румунами були розстріляні чотири селяни: Павленко Петро Леонідович, Білостецький Яків Васильович, Біденко Юхим Корнієвич, Худенко Єгор. Так почалася окупація села, яка тривала 955 днів.
В центрі села Солончаки споруджено пам'ятник воїнам-односельцям та братська могила солончаківцям, яких було розстріляно в серпні 1941 року.
Румунськими солдатами був замінований берег вздовж Дніпро-Бузького лиману. Людей примушували рити окопи, виходити на сільськогосподарські роботи. Обробка землі велася вручну простими засобами. Врожаї були дуже низькими і те, що вирощували відразу відправляли до Німеччини.
Під час окупації на території села був збитий льотчик Василь Васильович Орлов. Жителі села Дніпровка надали йому першу допомогу, але повернути життя не змогли. Орлов В. В. помер, його тіло поховано на місцевому цвинтарі. Як пам'ять про нього, на узбіччі дороги до села Дніпровка, встановлено обеліск, а поле назване його іменем.
29 березня 1944 року частини 5-ї Ударної армії 3-го Українського фронту під командуванням генерал-лейтенанта В'ячеслава Цвєтаєва визволили територію села від загарбників.

### Повоєнний період
В повоєнні роки господарство довелося відроджувати спочатку. Відновила свою діяльність сільська рада (до 1946 р. Аджігольська, з 1946-го — Солончаківська сільрада). Знову було організовано тваринницьку ферму з 16-ти корів, 5-ти свиноматок та 100 овець (отриманих з Кавказу). По надою молока колгосп вийшов на перше місце в районі і цю першість тримав 13 років (з 1949 року). В кінці 1944 року почала працювати Парутинська МТС, де налічувалось 15 тракторів і комбайнів. Вже восени 1944 року всі учні села знову сіли за парти, відновилася робота клубу.
Колгоспники працювали майже без оплати, на трудодень давали по 100—150 г зерна, працювали жителі села перші повоєнні роки. У 1947 році рік видався неврожайним. Зима 1946—1947 рр. була безсніжною з морозами до 40 градусів. Урожай одержали дуже малий — 1,9 — 3ц/га. Радянська влада нещадно експлуатувала селян. Хлібоздача забрала весь мізерний врожай, залишилося лише трохи посівного фонду. Виснажені голодом були і люди, і худоба. Навіть за часів румунської окупації не було голоду. Селянам допомогла вижити риба і власна городина.
За дрібні крадіжки суворо карали — садили до в'язниці на декілька років. Так, жительку села Швець Агапію, яка несла з поля трохи колосся голодним дітям — спіймали, засадили до в'язниці, незважаючи навіть на те, що вдома в неї залишалося четверо дітей, А чоловік загинув на фронті. Дітей згодом забрали до дитячого будинку.
Село до 1953 року було напівзруйноване, а колгоспники практично безправні. Колгосп та його працівники опинилися під гнітом великих планів хлібозаготівель, були дуже великі податки на худобу, птицю, і навіть дерево. Платили податок молоком, м'ясом, яйцями, вовною. З 1948 по 1958 рік колгосп ім. Молотова завжди був у числі передових господарств району. Про це свідчать сторінки газети «Колективіст Очаківщини».
Колгосп вирощував високі врожаї сільськогосподарських культур. Кожного року колгосп був учасником обласної сільськогосподарської виставки. У 1949 році колгосп знову був учасником Всесоюзної сільськогосподарської виставки. Посланцями на виставку були обрані: бригадир тракторної бригади Худенко Іван Єгорович та передова доярка колгоспу Потапенко Марія Філімонівна. У 1949 році в селі було проведено радіо.
В 1948 році відкрито фельдшерсько-акушерський пункт. У 1952 році Солончаківська школа випускає перших своїх випускників сьомого класу.
У 1957 році місцева електростанція дала електроенергію для села. Село починає відбудовуватись, зводяться перші великі, світлі будинки, землянки зверху покривають черепицею, було організовано свою тракторну бригаду. Порівнюючи 1957 рік з 1954 роком стає очевидним те, що валовий збір зерна в господарстві зріс майже в 2 рази, а грошові доходи — в 4 рази.
У 1958—1963 роках господарства колгоспів «Молотова» і «Перемога» (Солончаки та Дніпровка) приєднуються до села Парутино і Організовується нове сільське господарство імені Леніна з центром в селі Парутине. Ліквідовано і Солончаківську сільську раду. Мешканців села обслуговує тепер Парутинська сільська рада.
В 1966 році в селі відкрито сільську бібліотеку, яка протягом 25 років буде однією з найкращих бібліотек району. В центрі села було побудовано приміщення правління колгоспу, дитячий садок, восьмирічна школа. Центр села прикрашає парк імені 50-річчя Жовтня, посаджений учнями Солончаківської школи. В центрі парку 9 травня 1967 року відбулося відкриття пам'ятника Невідомому солдату.
Лише у 1967 році колгосп отримав світло від Каховської ГЕС. За успіхи досягнуті у розвитку сільського господарства, до 50-річчя Жовтня, 22 колгоспника були відзначені урядовими нагородами.
У 1967 році в колгоспі починає розвиватися культура виноградарства, розпочинається посадка культурних сортів винограду. До того часу в господарстві були плантації тільки гібридів «Кудерка».
На початок 1971 року село Солончаки — центр виноробного радгоспу «Родина». Радгосп «Родина» включає в собі села Солончаки та Дніпровське. До ближчої залізничної станції 60 км, а до пристані 12 км.
З 1972 року в селі працює водогін.
У 1977 році село Солончаки значно змінило свій вигляд. В селі заасфальтовано центральну вулицю, побудовано чайну і продовольчий магазин, 16-ти квартирний житловий будинок, 85 переселенських будинків.
У 1981 році побудовано дитячий садок «Барвінок» та магазин.
У 1985 році Солончаківську восьмирічну школу реорганізовано в середню.
У 1990 році відзначалося 110-річчя села Солончаки. 20 серпня цього року жителі села вперше святкують День села. Надалі це стало традицією.
У 1991 році було заасфальтовано вулиці села Солончаки та Дніпровське.
У 1980—1990 роки розпочинається будівництво будинку культури на 300 місць.

## Сьогодення
Після відновлення державної незалежності України, в селі запрацювала Солончаківська сільська рада. Радгосп «Родина» у 1992 році реорганізовано в колгосп «Родина», а 4 лютого 2000 року — у СГЗАТ «Родина». З 3 лютого 2000 року починається розпаювання майна СГЗАТ «Родина». Всього 350 акціонерів і 380 власників землі, на кожного припало по 5,07 га землі.